# Piotr Jan Godaczewski
Piotr Jan Godaczewski herbu Gozdawa – cześnik trocki w latach 1698–1724, strażnik trocki w latach 1697–1698.
W 1697 roku jako sędzia kapturowy województwa trockiego był elektorem Augusta II Mocnego z tego województwa.